# Delaware Wings
I Delaware Wings sono stati una società di calcio statunitense, che aveva sede a Wilmington, Delaware.

## Storia
I Delaware Wings vennero fondati nel 1972 per militare nell'American Soccer League dal locale imprenditore e appassionato di calcio Bud Cleaver.
I Wings, che furono attivi nella ASL dal 1972 al 1974, ottennero come miglior risultato il raggiungimento del primo turno dei playoff nella stagione 1972.
Dopo il ritiro dalla ASL, i Wings rimasero attivi a livello giovanile, organizzando qualche amichevole almeno sino al 1977.

## Strutture

### Stadio
Nel primo anno giocò nel campo della Brandywine High School e della Concord High School, mentre nei due anni seguenti al Baynard Stadium.

## Allenatori
- 1972-1973  Ron Gilbert
- 1974  Al Barrish